# Vaccinium stenanthum
Vaccinium stenanthum är en ljungväxtart som beskrevs av Herman Otto Sleumer. Vaccinium stenanthum ingår i Blåbärssläktet, och familjen ljungväxter. Inga underarter finns listade i Catalogue of Life.